# 弗氏海豬魚
弗氏海豬魚，為輻鰭魚綱鱸形目隆頭魚亞目隆頭魚科的其中一種，分布於印度西太平洋區，從馬爾地夫至摩鹿加群島海域，棲息深度3-25公尺，體長可達13公分，棲息在沿岸海草生長的岩礁區海域，生活習性不明。